# Grzegorz Lewandowski (piłkarz)
Grzegorz Lewandowski (ur. 1 września 1969 w Szczecinku) – polski piłkarz występujący na pozycji pomocnika, reprezentant kraju, trener piłkarski.

## Sukcesy

### Drużynowe

#### Legia Warszawa
- Mistrzostwo Polski (1): 1994/1995
- Puchar Polski (1): 1994/1995
- Superpuchar Polski (1): 1994

## Kariera piłkarska
Karierę piłkarską rozpoczął w klubie Zawisza Grzmiąca. Następnie spędził trzy sezony w Gwardii Koszalin, po czym przeszedł do krakowskiej Wisły. W pierwszym sezonie Lewandowski zaliczył 8 występów – wszystkie bez gola. Kolejne 5 sezonów było już bardziej udane: łącznie w Wiśle rozegrał 124 mecze strzelając 11 goli. Najlepszy sezon w barwach Wisły to ten ostatni, w którym Lewandowski zdobył 7 goli. Następnie nadeszło wypożyczenie do hiszpańskiego CD Logroñés, po czym wrócił do Polski, jednak nie do Wisły, a warszawskiej Legii, gdzie rozegrał dwa sezony 54 występy, 3 gole, mistrzostwo, puchar i superpuchar. Kolejne kluby Grzegorza Lewandowskiego to: francuskie SM Caen, Polonia Warszawa, Zagłębie Lubin, RKS Radomsko, Hutnik Kraków, australijskie Adelaide City, znów Hutnik Kraków, Gwardia Koszalin, Kotwica Kołobrzeg, Ruch Wysokie Mazowieckie, ponownie Kotwica Kołobrzeg i Astra Ustronie Morskie oraz ŁKS Łomża.
Łącznie w polskiej Ekstraklasie Lewandowski wystąpił w 227 meczach oraz strzelił  19 bramek.

## Mecze w reprezentacji Polski
| Lp. | Data                 | Miejsce                | Przeciwnik | Rezultat | Rozgrywki     | Grał   | Uwagi        |
| --- | -------------------- | ---------------------- | ---------- | -------- | ------------- | ------ | ------------ |
| 1.  | 27 października 1993 | Stambuł                | Turcja     | 1-2      | elim. MŚ 1994 | 90'    |              |
| 2.  | 17 listopada 1993    | Poznań                 | Holandia   | 1-3      | elim. MŚ 1994 | 90'    |              |
| 3.  | 9 lutego 1994        | Santa Cruz de Tenerife | Hiszpania  | 1-1      | towarzyski    | do 77' |              |
| 4.  | 2 czerwca 1996       | Moskwa                 | Rosja      | 0-2      | towarzyski    | 90'    | Żółta kartka |
| 5.  | 4 września 1996      | Zabrze                 | Niemcy     | 0-2      | towarzyski    | do 45' |              |

## Kariera trenerska
Z przerwami w okresie od lipca 2003 do września 2011 roku Lewandowski był grającym trenerem w takich klubach jak: Gwardia Koszalin, Kotwica Kołobrzeg, Ruch Wysokie Mazowieckie, ŁKS Łomża, Rega Trzebiatów, Sława Sławno. Od stycznia do 16 marca 2015 roku piastował (teoretycznie) funkcję trenera szkółki piłkarskiej „Młodzi Spartanie” założonej przy klubie Sparta Brodnica. Co ciekawe mimo oficjalnego ogłoszenia przez klub z Brodnicy, że nowym trenerem szkółki piłkarskiej będzie Lewandowski ten ostatni nie przeprowadził nigdy w niej ani jednego treningu z podopiecznymi. 13 marca w dziwnych okolicznościach mimo obowiązywania kontraktu klub z Brodnicy przed samym rozpoczęciem rundy wiosennej sezonu 2014/15 opuszcza trener pierwszej drużyny grającej w III lidze Tomasz Asensky. 17 marca 2015 roku trenerem Sparty zostaje Grzegorz Lewandowski, który tego dnia przeprowadza pierwszą odprawę z zawodnikami. 18 marca Lewandowski rezygnuje z funkcji trenera Sparty (po jednym dniu) i tym samym przechodzi do annałów klubu z Brodnicy jako trener, który najkrócej w jego historii piastował tę funkcję. 19 marca trenerem Sparty zostaje Sławomir Suchomski. W styczniu 2018 został trenerem IV-ligowej Pogoni Lębork.

## Afera korupcyjna
12 czerwca 2014 roku Komisja Dyscyplinarna PZPN ukarała Grzegorza Lewandowskiego za udział w ustawianiu meczu przez klub Ruch Wysokie Mazowieckie, którego był trenerem. Komisja orzekła wobec niego karę roku w zawieszeniu na dwa lata oraz karę pieniężną w wysokości 5 tys. zł, wyrok nie jest prawomocny.